# سوزيت لي
سوزيت لي (بالإنجليزية: Suzette Lee) هي منافسة ألعاب القوى أمريكية، ولدت في 6 مارس 1975.

## وصلات خارجية
- سوزيت لي على موقع الاتحاد الدولي لألعاب القوى (الإنجليزية)
- سوزيت لي على موقع أوليمبيديا (الإنجليزية)
- سوزيت لي على موقع اتحاد ألعاب الكومنولث (مؤرشف) (الإنجليزية)